# Musikjahr 1837
Liste der Musikjahre

◄◄ | ◄ | 1833 | 1834 | 1835 | 1836 | Musikjahr 1837 | 1838 | 1839 | 1840 | 1841 | ► | ►►

Weitere Ereignisse
Dieser Artikel behandelt das Musikjahr 1837.

## Ereignisse
- Das deutsche Frühlings- und Kinderlied Alle Vögel sind schon da von August Heinrich Hoffmann von Fallersleben wird in der Vertonung von Ernst Richter veröffentlicht.

## Instrumental und Vokalmusik (Auswahl)
- Felix Mendelssohn Bartholdy: 2. Klavierkonzert op. 40; Der 42. Psalm entstand 1837 und wurde am 1. Januar 1838 uraufgeführt; Streichquartett Nr. 4 E-Moll; op. 44
- Frédéric Chopin: 12 Etüden op. 25; Impromptu Nr. 1 As-Dur op. 29; Quatre Mazurkas c-Moll, h-Moll, Des-Dur, cis-Moll op. 30; Scherzo Nr. 2 b-Moll op. 31; Deux Nocturnes H-Dur, As-Dur op. 32; Variation Nr. 6 E-Dur aus Hexameron über ein Marschthema aus der Oper „I Puritani“ von V. Bellini WoO
- Niels Wilhelm Gade: Quintett für 2 Violinen, 2 Violen und Violoncello
- Franz Lachner: Sinfonie Nr. 6 D-Dur: op. 56;
- Joseph Lanner: Aeskulap-Walzer, für das Piano-Forte zu vier Händen op. 113
- Ignaz Moscheles: Zwölf Etüden für Klavier op. 95
- George Onslow: Drei Streichquartette op. 59–61
- Robert Schumann: Davidsbündlertänze op. 6 (fertiggestellt); Sinfonische Etüden op. 13
- Clara Schumann: Variations de Concert pour le Piano-forte sur la Cavatine du Pirate de Bellini, gewidmet Adolf Henselt op. 8; Konzert für Klavier und Orchester a-Moll, gewidmet Louis Spohr op. 7;
- Gaspare Spontini: Fackeltanz (Für Blasorchester)
- Johann Strauss (Vater): Brüssler Spitzen op. 95; Ball-Racketen op. 96

## Musiktheater

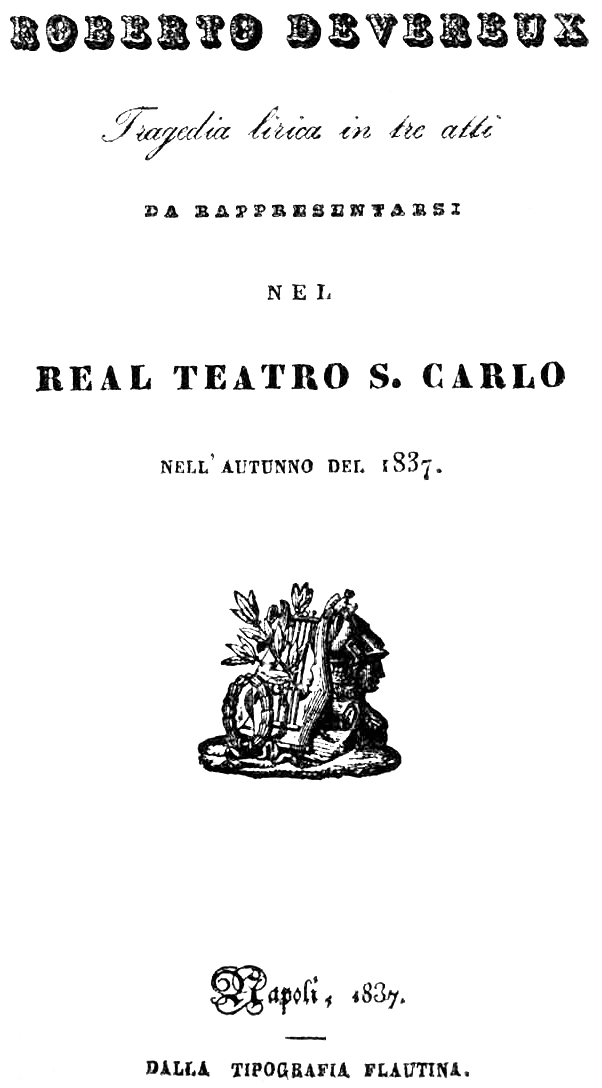
Gaetano Donizetti – Roberto Devereux – Titelseite des Librettos, Neapel 1837

- 17. Januar: Die Posse Eine Wohnung ist zu vermiethen in der Stadt von Johann Nestroy mit Musik von Adolf Müller senior wird am Theater an der Wien bei Wien uraufgeführt und fällt bei Publikum und Kritik gnadenlos durch.
- 18. Februar: Uraufführung der Oper Pia de’ Tolomei von Gaetano Donizetti im Teatro Apollo, Venedig. Am 31. Juli und am 29. September des gleichen Jahres kamen revidierte Fassungen des Werks heraus.
- 20. Februar: Am Stadttheater in Leipzig erfolgt die Uraufführung der Komischen Oper Die beiden Schützen von Albert Lortzing. Das Stück nach der literarischen Vorlage Les Méprises par ressemblance von André-Ernest-Modeste Grétry ist ein großer Erfolg und bestärkt Lortzing darin, weitere Werke für das Musiktheater zu verfassen.
- 09. März: Am Kärntnertortheater in Wien wird die Zweitfassung von Conradin Kreutzers romantischer Oper Das Nachtlager in Granada nach dem gleichnamigen Schauspiel von Johann Friedrich Kind uraufgeführt. Im Vergleich zur Erstfassung aus dem Jahr 1834 sind die gesprochenen Dialoge durch Rezitative ersetzt worden.
- 11. März: Die Oper Il giuramento von Saverio Mercadante wird am Teatro alla Scala di Milano in Mailand uraufgeführt. Das Libretto stammt von Gaetano Rossi auf Grundlage der Tragödie Angelo, tyran de Padoue von Victor Hugo.
- 06. April: Die Uraufführung der romantischen Oper Die Höhle bei Waverley von Conradin Kreutzer erfolgt am Theater in der Josefstadt in Wien.
- 27. Mai: Die Oper Catherine Grey von Michael William Balfe wird am Theatre Royal Drury Lane in London uraufgeführt.
- 05. Juli: Uraufführung des Balletts Les Mohicans von Adolphe Adam in Paris
- 29. Oktober: Uraufführung der Oper Roberto Devereux von Gaetano Donizetti im Teatro San Carlo, Neapel
- 06. November: Die Uraufführung der Oper Caractacus von Michael William Balfe erfolgt am Theatre Royal Drury Lane in London.
- 30. November: Uraufführung der Oper Joan of Arc von Michael William Balfe in London
- 02. Dezember: Mit großem Erfolg wird die Oper Le domino noir (Der schwarze Domino) von Daniel-François-Esprit Auber an der Opéra-Comique in Paris uraufgeführt.
- 16. Dezember: Die Uraufführung der romantischen Oper Der Gang zum Eisenhammer von Conradin Kreutzer findet am Theater am Kärntnertor in Wien statt.
- 22. Dezember: Am Stadttheater in Leipzig wird die Komische Oper Zar und Zimmermann von Albert Lortzing uraufgeführt. Die Bassbuffopartie des Van Bett hat Lortzing eigens für den von ihm besonders geschätzten Gotthelf Leberecht Berthold geschrieben.

## Weitere Werke
- Hector Berlioz: Requiem
- Richard Wagner: Männerlist größer als Frauenlist oder Die glückliche Bärenfamilie (Oper, unvollendet)
- Otto Nicolai: La figlia abbandonata (Die verlassene Tochter) (Opernfragment)
- Michail Iwanowitsch Glinka: Szene an der Klosterpforte (Oper)
- Giuseppe Lillo: Odda di Bernaver (‚Agnes Bernauer‘) (Oper); Rosmunda in Ravenna (Oper)

## Geboren

### Geburtsdatum gesichert
- 02. Januar: Mili Alexejewitsch Balakirew, russischer Komponist, Pianist und Dirigent († 1910)
- 12. Januar: Adolf Jensen, deutscher Komponist († 1879)
- 01. Februar: Gustave García, italienischer Opernsänger (Bariton) und Gesangslehrer († 1925)
- 02. Februar: Max Zenger, deutscher Komponist († 1911)
- 07. Februar: Emilio Wilhelm Ramsøe, dänischer Komponist und Dirigent († 1895)
- 12. März: Alexandre Guilmant, französischer Organist und Komponist († 1911)
- 23. März: Elvira Müller-Berghaus, deutsche Opernsängerin und Gesangspädagogin († 1924)
- 04. April: Smith Newell Penfield, US-amerikanischer Komponist († 1920)
- 24. April: Louis Canivez, belgischer Komponist und Dirigent († 1911)
- 26. April: Friedrich von Hausegger, österreichischer Musikwissenschaftler und Musikschriftsteller († 1899)

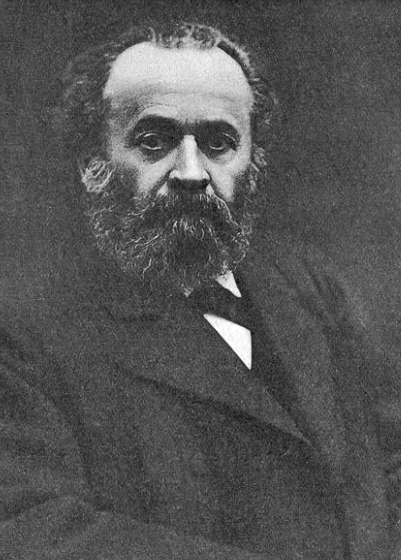
Karl Attenhofer; * 5. Mai

- 05. Mai: Carl Attenhofer, schweizerischer Komponist, Dirigent, Sänger, Organist und Universitätsmusikdirektor († 1914)
- 20. Mai: Wilhelm Mannstädt, deutscher Kapellmeister, Schauspieler und Regisseur († 1904)
- 23. Mai: Józef Wieniawski, polnischer Pianist und Komponist († 1912)
- 29. Mai: Luca Fumagalli, italienischer Pianist, Komponist und Musikpädagoge († 1908)
- 29. Mai: Reinhold Succo, deutscher Organist, Kantor und Komponist († 1897)

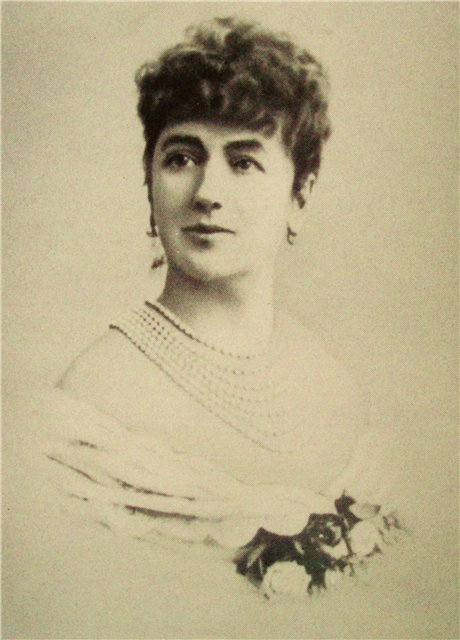
Louise de Mercy-Argenteau; * 3. Juni

- 03. Juni: Louise de Mercy-Argenteau, belgische Pianistin, Komponistin und Musikkritikerin († 1890)
- 08. Juni: Jan Kleczyński, polnischer Pianist, Komponist, Musikkritiker und Musikpädagoge († 1895)
- 13. Juni: Henri Roehrich, Schweizer evangelischer Geistlicher, Kirchenlieddichter und Hochschullehrer († 1913)
- 14. Juni: William Chatterton Dix, britischer Kirchenlieddichter († 1898)
- 23. Juni: Ernest Guiraud, französischer Komponist († 1892)
- 06. Juli: Władysław Żeleński, polnischer Komponist († 1921)
- 30. Juli: Signe Hebbe, schwedische Opernsängerin, Sopran und Gesangslehrerin († 1925)
- 08. August: Victor Sieg, französischer Organist und Komponist († 1899)
- 24. August: Théodore Dubois, französischer Komponist († 1924)
- 27. August: Heinrich Urban, deutscher Komponist, Geiger und Musikpädagoge († 1901)
- 02. Oktober: Johann Wolf, deutscher Orgelbauer († 1911)
- 08. Oktober: Otto Winter-Hjelm, norwegischer Komponist, Dirigent, Organist, Musikkritiker und -pädagoge († 1931)
- 20. Oktober: Frederick Herbert Torrington, kanadischer Organist, Dirigent, Komponist und Musikpädagoge († 1917)
- 30. Oktober: Anna Drathschmidt von Bruckheim, deutsch-österreichische Schauspielerin und Sängerin († 1918)
- 09. November: Alfred Holmes, englischer Geiger und Komponist († 1876)
- 09. Dezember: Émile Waldteufel, Elsässer Musiker und Komponist († 1915)
- 13. Dezember: Max Klingler, Schweizer Orgelbauer († 1903)
- 20. Dezember: Anton Foerster, slowenischer Komponist († 1926)
- 24. Dezember: Cosima Wagner, Frau Richard Wagners und Leiterin der Bayreuther Festspiele († 1930)
- 28. Dezember: Benjamin Johnson Lang, US-amerikanischer Organist, Pianist, Dirigent und Komponist († 1909)
- 30. Dezember: Marie Lipsius, deutsche Musikschriftstellerin († 1927)

### Genaues Geburtsdatum unbekannt
- Annie Vitelli, australisch-neuseeländische Sängerin, Entertainerin und Theaterproduzentin († 1917)
- Josef Weikert, böhmischer Kirchenmusiker und Komponist († 1907)

## Gestorben
- 23. Januar: John Field, irischer Komponist und Pianist (* 1782)
- 05. Februar: James Cervetto, britischer Violoncellist und Komponist (* 1747)
- 20. Februar: Ernst Häußler, deutscher Sänger, Komponist und Musiklehrer (* 1761)
- 16. März: Ignaz Kollmann, österreichischer Schriftsteller, Skriptor, Redakteur/Journalist, Dramatiker/Librettist und Maler (* 1775)
- 05. Mai: Niccolò Antonio Zingarelli, italienischer Komponist (* 1752)
- 07. Mai: Sidonie Voitus, deutsche Sängerin (Sopran) sowie Mitbegründerin und Vorsteherin der Berliner Singakademie (* 1753)

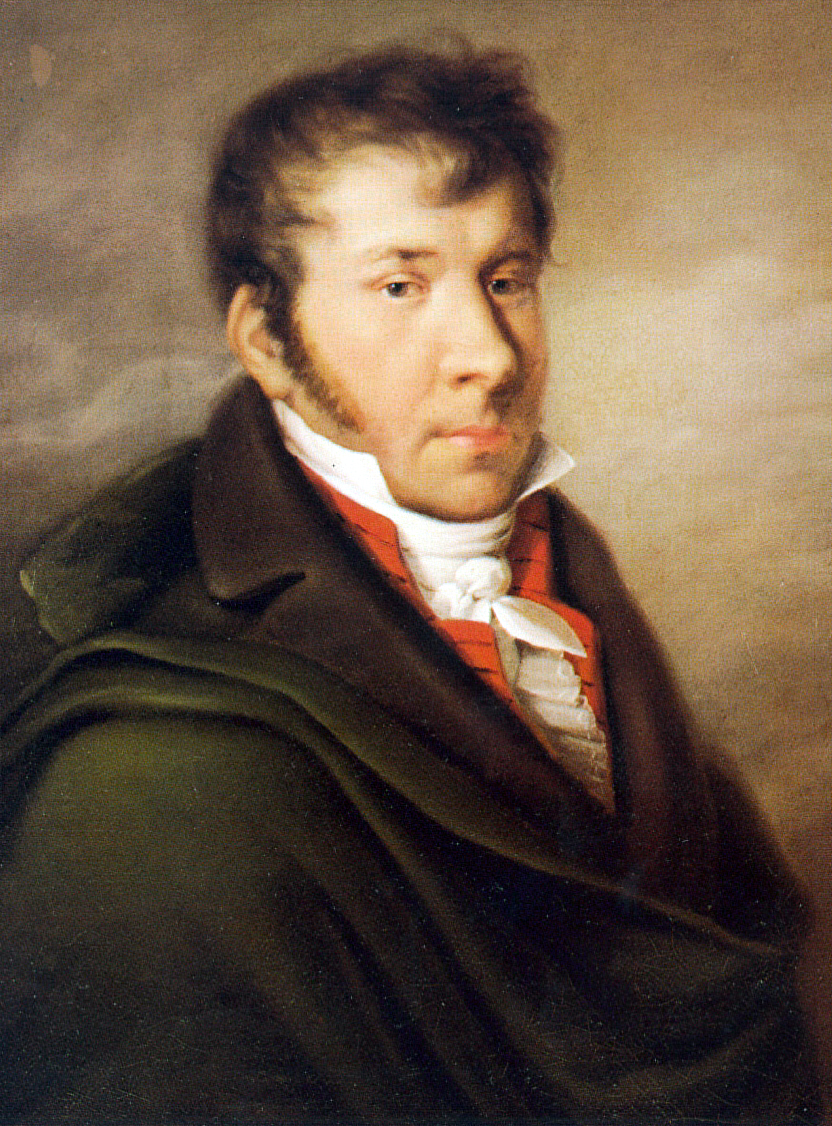
Johann Nepomuk Hummel; † 17. Oktober

- 19. Mai: Antonio Rolla, italienischer Violinvirtuose (* 1798)
- 20. Juni: Giovanni Furno, italienischer Komponist und Musikpädagoge (* 1748)
- 19. Juli: Inga Åberg, schwedische Opernsängerin und Schauspielerin (* 1773)
- 28. Juli: Joseph Schubert, deutscher Violinist, Bratschist und Komponist (* 1757)
- 06. August: Johann Nepomuk Schelble, deutscher Dirigent, Sänger und Pädagoge (* 1789)
- 29. September: Anton Höfer, deutscher Lehrer, Kirchenmusiker, Organist und Komponist (* 1764)
- 06. Oktober: Jean-François Lesueur, französischer Kirchenmusiker und Komponist (* 1760)
- 17. Oktober: Johann Nepomuk Hummel, österreichischer Komponist und Pianist (* 1778)
- 22. Dezember: Lino Gallardo, venezolanischer Komponist (* 1773)